# Biert
Biert ist eine französische Gemeinde mit 307 Einwohnern (Stand 1. Januar 2022) im Département Ariège in der Region Okzitanien. Sie gehört zum Kanton Couserans Est und zum Arrondissement Saint-Girons.

## Lage
Die Gemeinde Biert liegt in den Pyrenäen am Fluss Arac, im Osten der historischen Grafschaft Couserans und im Regionalen Naturpark Pyrénées Ariégeoises, 23 Kilometer südöstlich von Saint-Girons und 34 Kilometer westsüdwestlich von Foix. Die Nachbargemeinden sind Rivèrenert im Norden, Esplas-de-Sérou im Nordosten, Boussenac im Osten, Massat im Südosten, Ercé im Süden, Aleu im Westen sowie Soulan im Nordwesten.

## Bevölkerungsentwicklung
| Jahr                       | 1962 | 1968 | 1975 | 1982 | 1990 | 1999 | 2006 | 2013 | 2021 |
| Einwohner                  | 378  | 334  | 264  | 243  | 286  | 284  | 292  | 310  | 312  |
| Quellen: Cassini und INSEE |      |      |      |      |      |      |      |      |      |

## Sehenswürdigkeiten

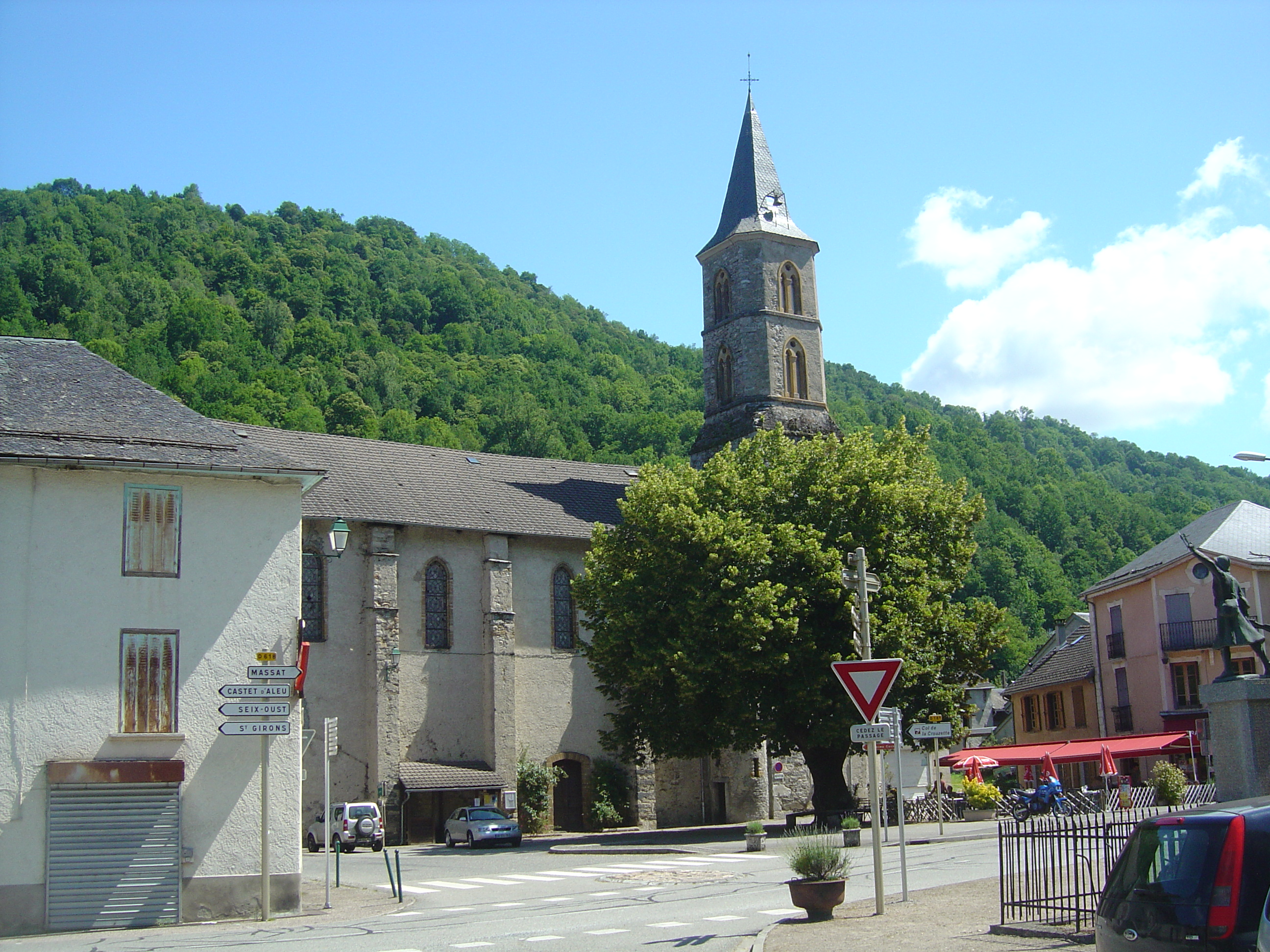
Kirche Saint-Barthélemy
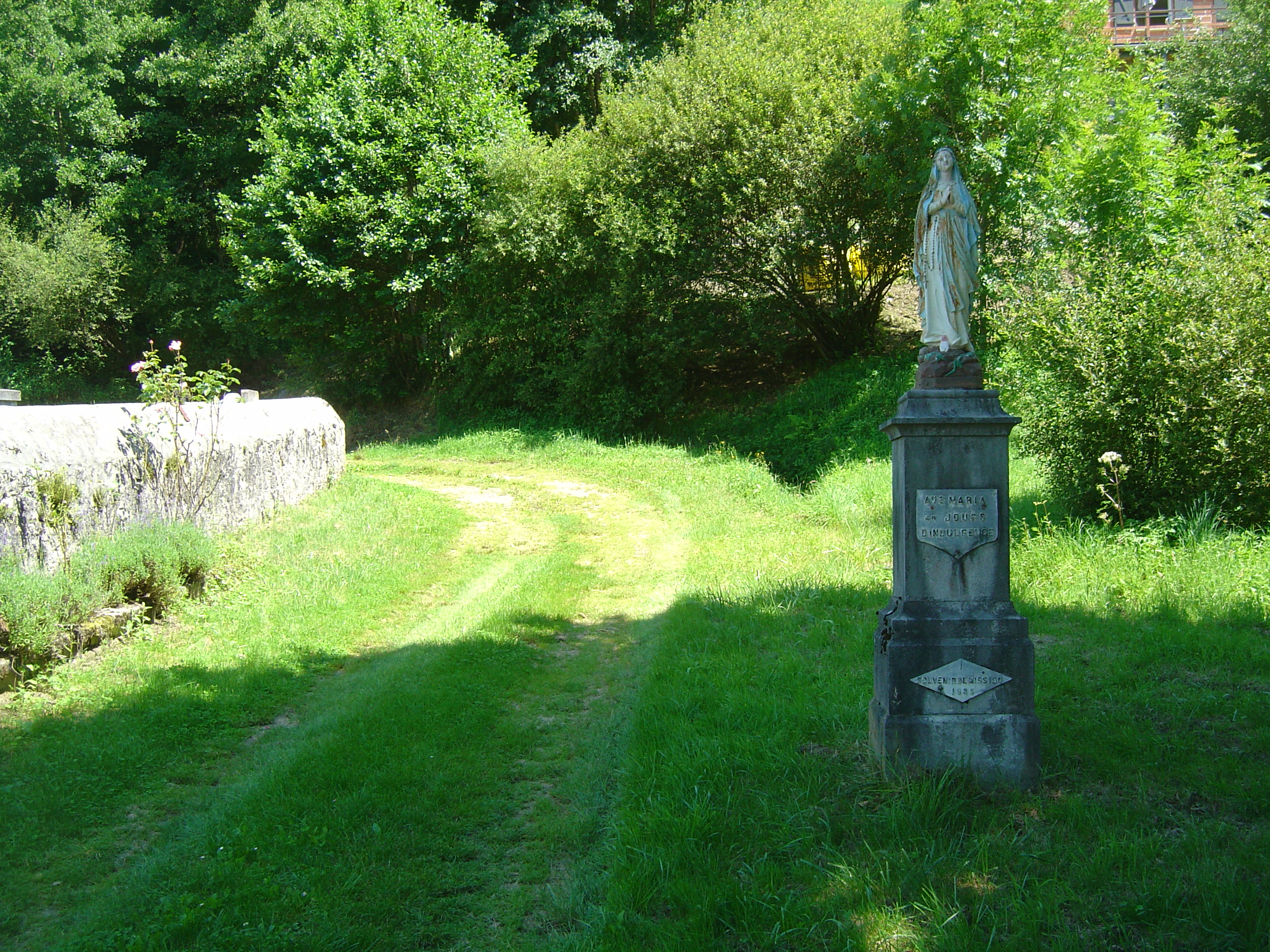
Marienstatue
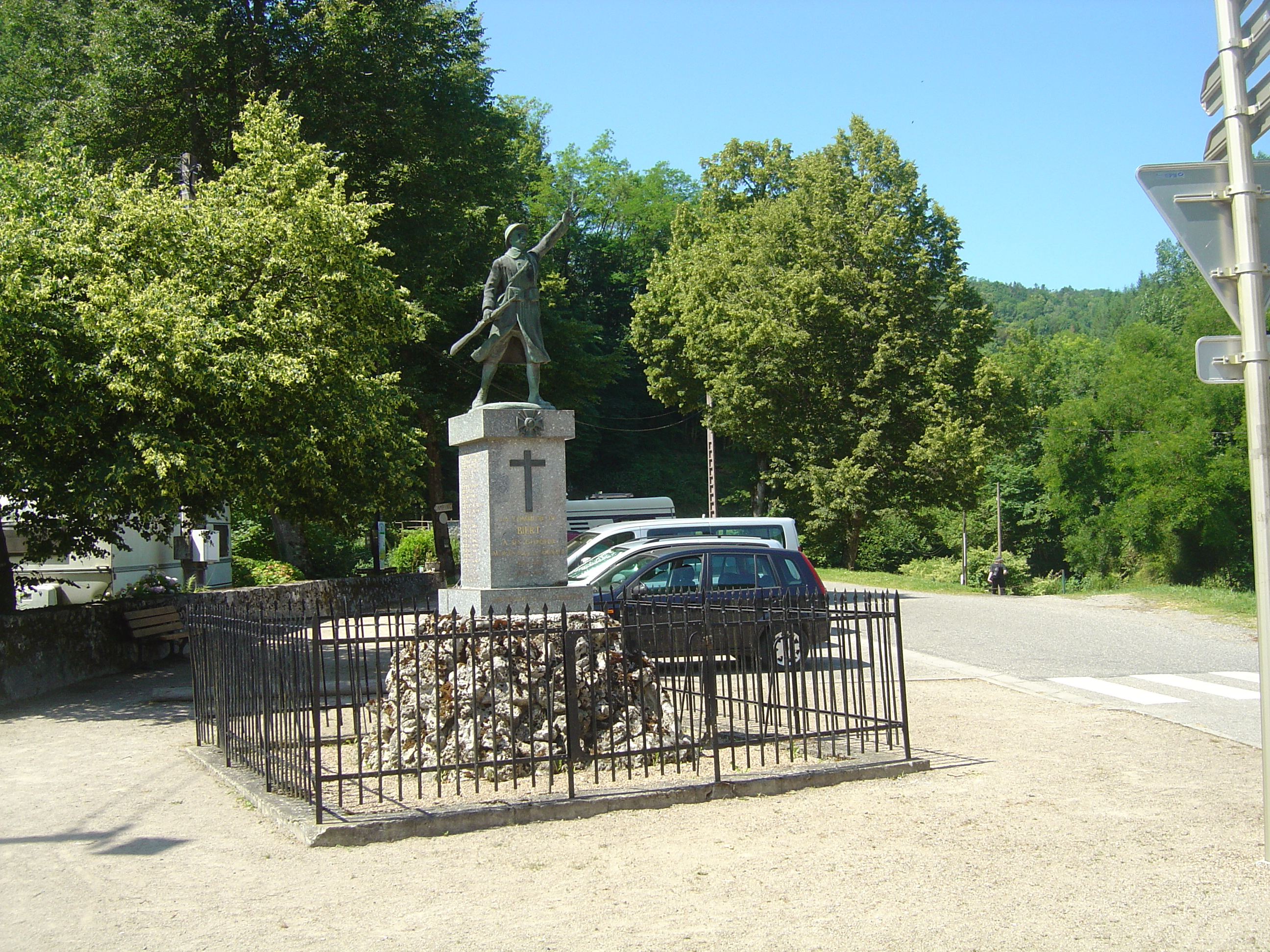
Gefallenendenkmal

- zwei Lavoirs

- Kirche Saint-Barthélemy
- Marienstatue
- Gefallenendenkmal